# Plectrohyla lacertosa
Espèce
Statut de conservation UICN

 EN B1ab(iii)+2ab(iii) : En danger
Plectrohyla lacertosa est une espèce d'amphibiens de la famille des Hylidae.

## Répartition
Cette espèce est endémique de l'État d'Oaxaca du Mexique. Elle se rencontre vers 2 130 m d'altitude sur la sierra Madre de Chiapas à Soconusco et à Cerro Tres Picos,.

## Publication originale
- Bumzahem & Smith, 1954 : Additional Records and Descriptions of Mexican Frogs of the Genus Plectrohyla. Herpetologica, vol. 10, no 1, p. 61-66.